# Kansas City Scouts
I Kansas City Scouts sono stati una squadra di hockey su ghiaccio con sede a Kansas City, nel Missouri, che ha militato nella National Hockey League dal 1974 al 1976. Nel 1976 la franchigia si trasferì a Denver, diventando così i Colorado Rockies. Successivamente nel 1982, i Rockies a loro volta si spostarono nel New Jersey, dove assunsero il nome di New Jersey Devils.

## Storia

### Nascita della franchigia

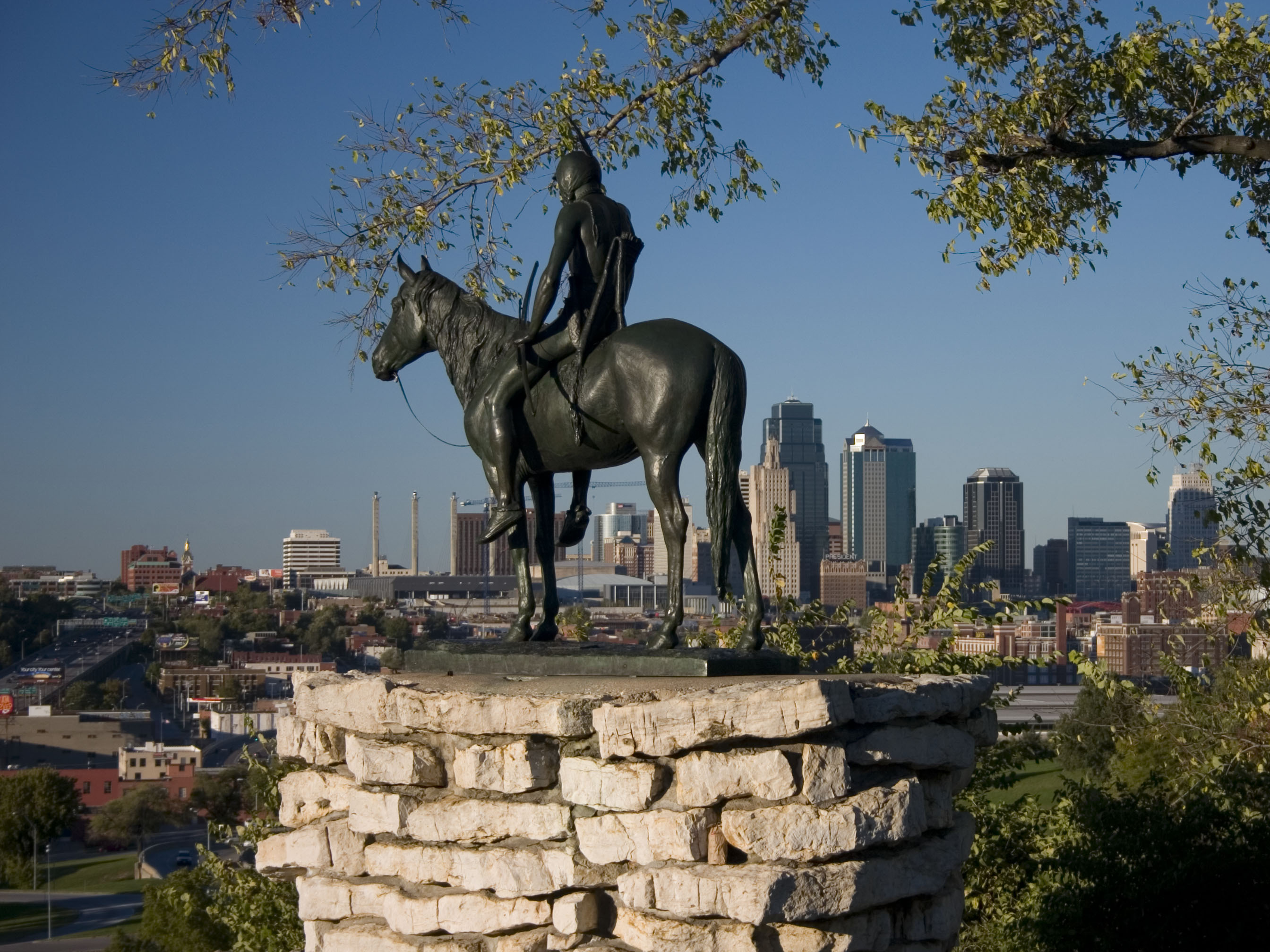
La statua del "Kansas City Scout", da cui è stato tratto il nome della squadra.

Nel 1974 la NHL terminò il suo primo periodo di espansione con la nascita di due nuove franchigie con sede a Kansas City e a Washington Kansas City fu scelta come sede l'8 giugno 1972, e per l'occasione fu costruita la Kemper Arena. Kansas City era stata fino ad allora sede di numerose squadre delle serie minori. Gli Scouts condivisero la Kemper Arena con i Kansas City Kings, squadra di pallacanestro della National Basketball Association. Con la nascita degli Scouts e dei Washington Capitals fu necessaria una rivoluzione nella geografia della NHL, con la creazione di quattro division; gli Scouts furono inseriti nella Smythe Division.
La franchigia di Kansas City si sarebbe voluta chiamare "Kansas City Mohawks", dato che l'area metropolitana di Kansas City include sia una porzione del Missouri che del Kansas. Il nome avrebbe così coniugato la sigla dello stato del Missouri (MO), con il soprannome del Kansas, "Jayhawkers", un gruppo di guerriglieri nordisti risalenti alla guerra di secessione. Tuttavia vi fu l'obiezione dei Chicago Black Hawks, dato che "Mohawks" assomigliava troppo a "Black Hawks." La franchigia alla fine approvò la proposta di chiamarsi "Scouts", in onore della statua del Kansas City Scout posta sulle colline sovrastanti la città.

### National Hockey League

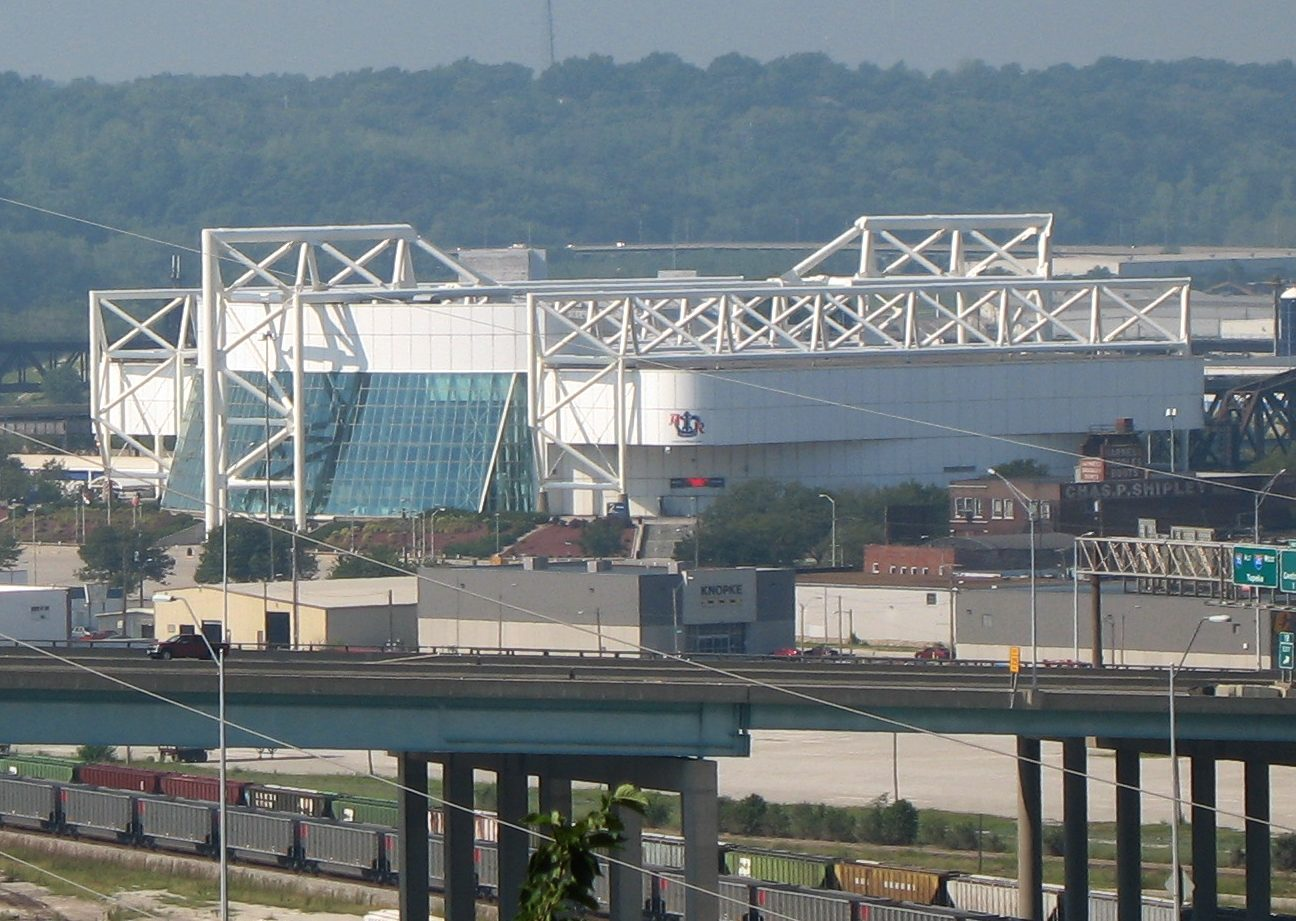
La Kemper Arena, sede delle partite casalinghe degli Scouts.

Il 9 ottobre 1974 gli Scouts disputarono la loro prima partita presso il Maple Leaf Gardens di Toronto, dove furono sconfitti per 6-2 dai Maple Leafs. Per permettere l'ultimazione dei lavori alla Kemper Arena, gli Scouts disputarono le loro prime otto gare in trasferta, venendo sconfitti sette volte e pareggiando in un'occasione. Il debutto casalingo avvenne il 2 novembre contro i Black Hawks, i quali li sconfissero 4-3. Il giorno seguente la squadra ottenne la prima vittoria della storia della franchigia, grazie al successo sui Capitals in trasferta per 5-4.
Come molti degli "expansion teams", gli Scouts ottennero scarsi successi, conquistando solo 41 punti nella loro stagione inaugurale. Il record di 15-54-11 (vinte-perse-pareggiate) sarebbe comunque stato il migliore della loro breve storia.
La loro seconda stagione si aprì con alcuni spiragli positivi. Alla fine del 1975 infatti la squadra era in lotta per un posto nei playoff. Il 28 dicembre di quell'anno, dopo il successo per 3-1 contro i California Golden Seals, gli Scouts si ritrovarono ad un solo punto dai St. Louis Blues e dall'accesso ai playoff, grazie anche alla debolezza della Smythe Division. Il resto della stagione però si rivelò un disastro, con solo un successo in 44 partite rimanenti.  Terminarono la stagione con un record di 12-56-12, per un totale di 36 punti, peggior risultato mai ottenuto nella storia degli Scouts/Rockies/Devils.
Nelle due stagioni degli Scouts vi furono tre allenatori: Bep Guidolin, Sid Abel (ad-interim) ed Eddie Bush. Due furono i capitani, Simon Nolet e Guy Charron. Wilf Paiement fu l'ultimo giocatore nella NHL ad essersi ritirato dopo aver giocato con gli Scouts; infatti si ritirò nel 1988, quando vestiva la maglia dei Pittsburgh Penguins. Delle 160 partite disputate nella loro storia, gli Scouts riuscirono a vincerne soltanto 27.
Gli Scouts soffrirono per il costo elevato dei giocatori, la proprietà debole ed instabile, la situazione economica del Midwest, le prestazioni sul ghiaccio e la scarsa partecipazione del pubblico. Nelle due stagioni la media di pubblico fu pari a 8.218 persone, molte meno rispetto alle 17.000 che poteva contenere la Kemper Arena (nella NHL la media era intorno ai 13.000 tifosi).

### Trasferimento a Denver
Dopo sole due stagioni la franchigia degli Scouts fu venduta ad un gruppo di proprietà di Jack Vickers, il quale decise di spostare la squadra a Denver e di rinominarla Colorado Rockies. I Colorado Rockies avrebbero disputato le sei stagioni successive di NHL, prima di trasferirsi nella stagione 1982 ad est, diventando i New Jersey Devils.
Gli Scouts e i California Golden Seals, trasferitesi a Cleveland e divenuti i Cleveland Barons, furono trasferiti nella stessa annata, e furono i primi traslochi di squadre NHL a partire dal 1935. Nel caso di un'ulteriore espansione della lega nel 1976, mai avvenuta, le città scelte sarebbero state Denver e Seattle.

## Giocatori

### Prime scelte al Draft
- Wilf Paiement (2ª scelta) (1974)
- Barry Dean (2ª scelta) (1975)

### Capitani
- Simon Nolet (1974-1976)
- Guy Charron (1976)

## Allenatori e dirigenti
Di seguito l'elenco di allenatori e general manager dall'anno della fondazione.

### Allenatori
- Bep Guidolin (1974-1976)
- Sid Abel (1976)
- Eddie Bush (1976)

### General Manager
- Sid Abel (1974-1976)

## Record e statistiche

### Migliori marcatori
Questi sono i migliori dieci giocatori per punti ottenuti, gol segnati ed assist forniti nella storia della franchigia.

Note: Pos = Posizione; PG = Partite giocate; G = Gol; A = Assist; Pts = Punti; P/G = Punti per gara
| Giocatore        | Pos | PG  | G  | A  | Pts | P/G  |
| Guy Charron      | C   | 129 | 40 | 73 | 113 | 0,88 |
| Simon Nolet      | AD  | 113 | 36 | 47 | 83  | 0,73 |
| Wilf Paiement    | AD  | 135 | 47 | 35 | 82  | 0,61 |
| Dave Hudson      | C   | 144 | 20 | 52 | 72  | 0,50 |
| Randy Rota       | AS  | 151 | 27 | 32 | 59  | 0,39 |
| Ed Gilbert       | C   | 121 | 20 | 30 | 50  | 0,41 |
| Gary Bergman     | D   | 75  | 5  | 33 | 38  | 0,51 |
| Trevor Powis     | C   | 73  | 11 | 20 | 31  | 0,42 |
| Jim McElmury     | D   | 116 | 7  | 23 | 30  | 0,26 |
| Dennis Patterson | D   | 135 | 6  | 21 | 27  | 0,20 |

| Giocatore     | Pos | G  |
| Wilf Paiement | AD  | 47 |
| Guy Charron   | C   | 40 |
| Simon Nolet   | AD  | 36 |
| Randy Rota    | AS  | 27 |
| Dave Hudson   | C   | 20 |
| Ed Gilbert    | C   | 20 |
| Chuck Arnason | AD  | 14 |
| Trevor Powis  | C   | 11 |
| Norm Dubé     | AS  | 8  |
| Jim McElmury  | D   | 7  |

| Giocatore        | Pos | A  |
| Guy Charron      | C   | 73 |
| Dave Hudson      | C   | 52 |
| Simon Nolet      | AD  | 47 |
| Wilf Paiement    | AD  | 35 |
| Gary Bergman     | D   | 33 |
| Randy Rota       | AS  | 32 |
| Ed Gilbert       | C   | 30 |
| Jim McElmury     | D   | 23 |
| Dennis Patterson | D   | 31 |
| Trevor Powis     | C   | 20 |

### Record stagionali
- Maggior numero di gol in una stagione: Guy Charron, 27 (1975–76)
- Maggior numero di assist in una stagione: Guy Charron, 44 (1975–76)
- Maggior numero di punti in una stagione: Guy Charron, 71 (1975–76)
- Maggior numero di minuti di penalità in una stagione: Steve Durbano, 209 (1975–76)
- Maggior numero di punti in una stagione per un difensore: Gary Bergman, 38 (1975–76)
- Maggior numero di punti in una stagione per un rookie: Wilf Paiement, 39 (1974–75)
- Maggior numero di gare vinte per un portiere: Denis Herron, 11 (1975–76)

## Squadre affiliate
Nel corso della loro storia i Colorado Rockies ebbero alcune squadre affiliate:
- Livello AAA

 Springfield Indians, AHL (1974–1975)
 Baltimore Clippers, AHL (1975–1976)
- Livello AA

 Port Huron Flags, IHL (1974–1976)
 Johnstown Jets, NAHL (1975-1976)